# Gustav Lantschner
Gustav Lantschner (född den 12 augusti 1910, död den 19 mars 2011) var en tysk alpin skidåkare som tävlade i Olympiska vinterspelen 1936 där han vann den första silvermedaljen för alpina skidåkare i Olympiska spelen. 